# Corey Davis
Corey Damon Davis (geboren am 11. Januar 1995 in Chicago, Illinois) ist ein ehemaliger US-amerikanischer American-Football-Spieler auf der Position des Wide Receivers. Er spielte College Football für die Western Michigan University und stand zuletzt zwei Jahre lang bei den New York Jets in der National Football League (NFL) unter Vertrag. Von 2017 bis 2020 spielte Davis für die Tennessee Titans, die ihn im NFL Draft 2017 an fünfter Stelle ausgewählt hatten.

## College
Davis besuchte die Wheaton Warrenville South High School in Wheaton, Illinois. Von 2013 bis 2016 spielte er Football am College für die Western Michigan University bei den Western Michigan Broncos in der NCAA Division I FBS.
Insgesamt fing er in vier Jahren 331 Bälle für 5278 Yards und schaffte dabei 52 Touchdowns. Damit ist er der Spieler mit den meisten gefangenen Yards in der NCAA Division I FBS, nachdem er am 25. November 2016 den vorherigen Rekordhalter Trevor Insley, der von 1996 bis 1999 für Nevada 5005 Yards erzielte, überholt hatte.

## NFL
Im NFL Draft 2017 wurde Davis als insgesamt fünfter Spieler und erster Wide Receiver von den Tennessee Titans ausgewählt, wo er einen Vierjahresvertrag über etwa 25 Millionen Dollar abschloss. Wegen einer Knöchelverletzung verpasste er die gesamte Saisonvorbereitung sowie fünf Spiele der Regular Season, in der Davis keine Akzente setzen konnte. Bei der 14:35-Niederlage gegen die New England Patriots in der Divisional Round der Play-offs 2017 erzielte Davis seine ersten beiden Touchdowns in der NFL. Sein erster Touchdown war ein einhändiger Catch für 15 Yards.
In der Saison 2018 gelang ihm beim 26:23-Sieg über den amtierenden Super-Bowl-Champion Philadelphia Eagles sein erster Touchdown in der Regular Season, der gleichzeitig das Spiel in der Overtime zugunsten der Titans entschied. Davis beendete die Saison 2018 mit 65 gefangenen Pässen für 891 Yards und vier Touchdowns. Im Jahr darauf wurde Davis vom Rookie A. J. Brown als Nummer-eins-Receiver der Titans abgelöst. Während Brown auf über 1000 Yards kam, hatte Davis am Saisonende 601 Receiving Yards. Vor der Saison 2020 entschlossen sich die Titans, die Vertragsoption von Davis auf ein fünftes Jahr abzulehnen.
Im letzten Jahr seines Rookievertrags spielte Davis seine bis dahin beste Saison und fing 65 Pässe für 984 Yards und fünf Touchdowns. Im März 2021 unterschrieb er einen Dreijahresvertrag über 37,5 Millionen Dollar bei den New York Jets. In der Saison 2021 konnte Davis verletzungsbedingt nur neun Spiele bestreiten, dabei fing er 34 Pässe für 492 Yards und vier Touchdowns.
Insgesamt kam Davis in zwei Jahren in 22 Spielen für die Jets zum Einsatz. Dabei fing er 66 Pässe für 1028 Yards und sechs Touchdowns. Am 23. August 2023 gab Davis kurz vor dem Beginn der Saison 2023 sein Karriereende bekannt.

### NFL-Statistiken
| Saison                             | Team             | Spiele | Spiele | Receiving | Receiving | Receiving | Receiving | Receiving | Fumbles | Fumbles |
| Saison                             | Team             | GP     | GS     | Rec       | Yds       | Avg       | Lng       | TD        | Fum     | Lost    |
| ---------------------------------- | ---------------- | ------ | ------ | --------- | --------- | --------- | --------- | --------- | ------- | ------- |
| 2017                               | Tennessee Titans | 11     | 9      | 34        | 375       | 11,0      | 37        | 0         | 1       | 1       |
| 2018                               | Tennessee Titans | 16     | 16     | 65        | 891       | 13,7      | 51        | 4         | 1       | 0       |
| 2019                               | Tennessee Titans | 15     | 11     | 43        | 601       | 14,0      | 38        | 2         | 1       | 0       |
| 2020                               | Tennessee Titans | 14     | 12     | 65        | 984       | 15,1      | 75        | 5         | 1       | 1       |
| 2021                               | New York Jets    | 9      | 9      | 34        | 492       | 14,5      | 53        | 4         | 2       | 1       |
| 2022                               | New York Jets    | 13     | 10     | 32        | 536       | 16,8      | 66        | 2         | 0       | 0       |
| Total                              | Total            | 78     | 67     | 273       | 3.879     | 14,2      | 75        | 17        | 6       | 3       |
| Quelle: pro-football-reference.com |                  |        |        |           |           |           |           |           |         |         |

## Persönliches
Sein Bruder Titus Davis (1993–2020) spielte von 2011 bis 2014 College Football für die Central Michigan University und stand bei mehreren NFL-Teams unter Vertrag, kam aber nie zu einem Einsatz in der NFL. Er starb im Alter von 27 Jahren an Nierenkrebs.